# Филимошка
Филимошка — упразднённое село в Зейском районе Амурской области России. Исключено из учётных данных в 1976 году.

## География
Село располагалось на левом берегу реки Зея, на расстоянии примерно 6 километр (по прямой) к юго-западу от поселка Снежногорский. Ныне урочище расположено на дне Зейского водохранилища.

## История
По некоторым сведениям населённый пункт возник в 1928 году.
В связи со строительство Зейской ГЭС и попаданием села в зону затопления, в 1968 году население села было переселено во вновь построенный посёлок Снежногорский.
Решением Амурского исполкома от 18 мая 1976 года № 208, село Филимошка исключёно из учётных данных как фактически не существующее.